# クロンダイク・クーラー
クロンダイク・クーラー (Klondike Cooler) は、ウイスキーベースのカクテル。
カクテル名の Klondike は19世紀末のゴールドラッシュで有名なカナダ ユーコン準州の町。

## 標準的なレシピ
- ウイスキー ・・・ 45ml
- ジンジャー・エール ・・・20ml
- オレンジの皮 ・・・適量

他のレシピ
- ウイスキー ・・・ 45ml
- オレンジ・ジュース ・・・20ml
- シロップ ・・・1ティースプーン
- ジンジャー・エール ・・・適量
- オレンジの皮 ・・・適量

## 作り方
1. オレンジの皮をホーセズ・ネックスタイルに飾ったコリンズ・グラスに、ウィスキー、オレンジ・ジュースを注ぎ、氷を加えてジンジャー・エールを満たす。
2. 軽くステアする。

## 参考
文献
- 社団法人日本バーテンダー協会編著 『ザ・カクテルブック』発行:株式会社柴田書店 1991年12月10日初版 ( ISBN 4-388-05666-9 )

外部リンク
- 社団法人日本バーテンダー協会
- Liqueur & Coktail サントリー